# J. Lee Thompson
John Lee Thompson, mer känd som J. Lee Thompson, född 1 augusti 1914 i Bristol i England, död 30 augusti 2002 i Sooke i British Columbia i Kanada, var en brittisk filmregissör, manusförfattare och filmproducent. Han var verksam först i England och sedan i Hollywood.
Innan han började sin filmkarriär var han verksam som författare vid teatern och sedan som filmmanusförfattare. Han filmdebuterade som regissör med Murder Without Crime (1950). Bland de mer kända av hans brittiska filmer är En iskall i Alexandria (1958). Hans stora internationella genombrott var Kanonerna på Navarone (1961). Thompson ersatte Alexander Mackendrick som regissör för denna film och Oscarnominerades i kategorin bästa regissör. Detta ledde till jobb i Hollywood, såsom thrillern Farlig främling (Cape Fear, 1962). Han regisserade sedan filmer i olika genrer. Under 1970-talet inledde han ett långvarigt samarbete med skådespelaren Charles Bronson. Hans sista film var Kinjite - förbjudna tankar (1989).

## Filmografi i urval
- 1953 – Gula ballongen
- 1956 – Kvinna i dödscell
- 1958 – En iskall i Alexandria
- 1959 – Farligt ögonvittne
- 1959 – Hjälten från Kalapur
- 1961 – Kanonerna på Navarone
- 1952 – Farlig främling (Cape Fear)
- 1962 – I djävulens tjänst (Taras Bulba)
- 1963 – Solens konungar
- 1964 – Drömbrud för sex
- 1965 – Mördaren ringer vid midnatt
- 1967 – Det djävulska ögat
- 1969 – Mackennas guld
- 1969 – Den gula skuggan
- 1972 – Erövringen av apornas planet
- 1973 – Slaget om apornas planet
- 1975 – Våld i natten
- 1976 – St. Ives
- 1977 – Den vita buffeln
- 1978 – En grekisk skeppsredare
- 1979 – Passet
- 1980 – Cabo Blanco
- 1981 – Happy Birthday to Me
- 1983 – 10 to Midnight
- 1984 – Den djävulska hämnden
- 1984 – Farlig brännpunkt
- 1985 – Kung Salomos sk(r)att
- 1986 – Jack Murphy's lag
- 1986 – Firewalker
- 1987 – Death Wish 4: The Crackdown
- 1988 – Dödens budbärare
- 1989 – Kinjite - förbjudna tankar